# Psychoda degenera
Psychoda degenera är en tvåvingeart som beskrevs av Walker 1848. Psychoda degenera ingår i släktet Psychoda och familjen fjärilsmyggor. Inga underarter finns listade i Catalogue of Life.